# ヘプタナール
ヘプタナール（英語: heptanal）は、アルキルアルデヒドの一つ。かつては、エナントアルデヒド（英語: enanthaldehyde）と呼ばれたこともあった。無色の液体で、強い果実臭を持ち、香料や潤滑油の原料となる。
イランイランノキ、クラリセージ、レモン、ダイダイ、バラ、ヒヤシンスの精油に含まれる。

## 合成
ヒマシ油の分留でヘプタナールが生成することは1878年にすでに報告されている。大規模生産としては、リシノール酸の熱分解開裂（アルケマ法）と、2-エチルヘキサン酸ロジウムを触媒として1-ヘキセンに2-エチルヘキサン酸を加えてヒドロホルミル化する方法（オキセア法）がある。
次のような方法でも合成できる。
- 1-オクテンをオゾンで酸化する[2]。
- ヘプタン酸と蟻酸とを、300℃から360℃で酸化マンガンの上に通す[2]。
- ヒマシ油を熱分解する。その後、ヘプタナールと同時に生成してしまうウシデシレン酸を取り除くために、蒸留して精製する[8]。

## 性質
可燃性でわずかに揮発性のある無色の液体で、果実または油脂のような芳香を持ち、アルコールとは混和し、水にはほとんど溶けない。酸化しやすいため窒素下で充填し、100ppmのヒドロキノンで安定化する。4℃の水を標準物質とした、15℃におけるヘプタナールの比重は0.8216である。

## 利用
ヘプタナールを水素化することで1-ヘプタノールを合成できる。
ロジウム触媒の存在下でヘプタナールを酸素で酸化すると、50°Cで95％の収率でヘプタン酸が得られる。
塩基性触媒を使い、ベンズアルデヒドとクネーフェナーゲル縮合させると高収率かつ高選択率（90％以上）でジャスミンアルデヒドが生成する。ジャスミンアルデヒドはシス–トランス異性体混合物としてジャスミン様の香りを持ち、主に香料に使用される。副生成物の(Z)-2-ペンチル-2-ノネナールは不快臭のある物質である。

## 法規制
消防法が定める 第4類危険物 第二石油類 非水溶性液体 危険等級III に該当する。